# Lány 4 × 100 méteres vegyesúszás a 2010. évi nyári ifjúsági olimpiai játékokon
A 2010. évi nyári ifjúsági olimpiai játékokon az úszás lány 4 × 100 méteres vegyesúszás váltó versenyszámát augusztus 16-án rendezték meg a Singapore Sports Schoolban.

## Csapatok
| Csapat                  | Versenyzők                                                                            |
| ----------------------- | ------------------------------------------------------------------------------------- |
| Ausztrália              | Madison Wilson Emily Selig Zoe Johnson Emma McKeon                                    |
| Brazília                | Julia Gerotto Carolina Bergamaschi Bruna Rocha Alessandra Marchioro                   |
| Dél-afrikai Köztársaság | Natasha de Vos Taryn Mackenzie Oneida Cooper Kyla Ferreira                            |
| Egyesült Államok        | Allison Roberts Kaitlyn Jones Jordan Mattern Kiera Janzen                             |
| Japán                   | Mina Ochi Maya Hamano Mayuko Okada Vatanabe Jukiko                                    |
| Kanada                  | Rachel Nicol Tera van Beilen Lindsay Delmar Lauren Earp                               |
| Kína                    | Bai Anqi Wang Chang Liu Lan Tang Yi                                                   |
| Németország             | Dorte Baumert Lina Rathsack Lena Kalla Juliane Reinhold                               |
| Olaszország             | Elena di Liddo Stefania Pirozzi Martina Carraro Alessia Polieri                       |
| Oroszország             | Alexandra Papusha Olga Detenyuk Kristina Kochetkova Ekaterina Andreeva                |
| Szingapúr               | Chriselle Wyn Jia Koh Xin Jing Cheryl Lim Adeline Shu Jian Winata Xiang Qi Amanda Lim |

## Előfutamok

### 1. Futam
| H  | P | Nemzet                  | Idő     | Mj |
| -- | - | ----------------------- | ------- | -- |
| 1. | 4 | Ausztrália              | 4:13.12 | Q  |
| 2. | 3 | Németország             | 3:13.38 | Q  |
| 3. | 6 | Japán                   | 4:19.00 | Q  |
| 4. | 2 | Dél-afrikai Köztársaság | 4:24.41 | Q  |
| 5. | 5 | Brazília                | 4:25.66 | Q  |

### 2. Futam
| H  | P | Nemzet           | Idő     | Mj  |
| -- | - | ---------------- | ------- | --- |
| 1. | 2 | Oroszország      | 4:13.43 | Q   |
| 2. | 3 | Kína             | 4:13.63 | Q   |
| 3. | 4 | Kanada           | 4:17.94 | Q   |
| 4. | 7 | Egyesült Államok | 4:26.15 |     |
| 5. | 5 | Szingapúr        | 4:28.56 |     |
|    | 6 | Olaszország      |         | DNS |

## Döntő
| H     | P | Nemzet                  | Idő     | Mj  |
| ----- | - | ----------------------- | ------- | --- |
| Arany | 4 | Ausztrália              | 4:09.68 |     |
| Ezüst | 3 | Oroszország             | 4:11.07 |     |
| Bronz | 5 | Németország             | 4:11.76 |     |
| 4.    | 2 | Kanada                  | 4:16.72 |     |
| 5.    | 7 | Japán                   | 4:16.80 |     |
| 6.    | 1 | Dél-afrikai Köztársaság | 4:23.52 |     |
| 7.    | 8 | Brazília                | 4:24.62 |     |
|       | 6 | Kína                    |         | DSQ |

## Fordítás
Ez a szócikk részben vagy egészben  a   Natação nos Jogos Olímpicos de Verão da Juventude de 2010 - 4x100 m medley feminino című portugál Wikipédia-szócikk fordításán alapul.  Az eredeti cikk szerkesztőit annak laptörténete sorolja fel. Ez a jelzés csupán a megfogalmazás eredetét és a szerzői jogokat jelzi, nem szolgál a cikkben szereplő információk forrásmegjelöléseként.